# Alan J. Bishop
Alan J. Bishop  (* 14. Oktober 1937; † 18. November 2023) war ein britisch-australischer Mathematikdidaktiker und Hochschullehrer an der Universität Cambridge und an der Monash University in Australien.

## Leben
Bishop studierte Mathematik und Naturwissenschaften an der University of Southampton mit dem Bachelor-Abschluss 1961 und am Loughborough College mit einem Abschluss als Diplompädagoge 1962. Danach setzte er sein Studium an der Harvard University fort, an der er 1964 einen Master-Abschluss in Pädagogik erhielt. 1969 wurde er an der University of Hull promoviert und war danach in der Fakultät für Pädagogik der Universität Cambridge, wo er Programme für Master-Studiengänge und Doktorandenprogramme in Mathematikpädagogik entwickelte und betreute. 1992 wurde er Professor für Pädagogik an der Monash University und leitete dort den Bereich Mathematik, Naturwissenschaft und Technik. 2002 wurde er emeritiert. 2006 war er Gastwissenschaftler (Visiting Fellow) am Wolfson College in Cambridge.
Bei einem Sabbatjahr auf Papua-Neuguinea 1977 begann er sich für den kulturellen Hintergrund von Mathematik und Mathematikunterricht zu interessieren, wovon sein 1988 erschienenes  Buch Mathematical Enculturation handelte.
Er war Präsident der britischen Mathematical Association, Gründungsmitglied der British Educational Research Association und Mitglied des Mathematics Education Committee der Royal Society und Vertreter Großbritanniens bei der International Commission on Mathematical Instruction. Er war Gründungsmitglied und Ko-Direktor in der internationalen Forschungsgruppe Basic Components of Mathematics Education for Teachers (BACOMET) und war in der International Group for the Psychology of Mathematics Education.
2015 erhielt er die Felix Klein Medal.
1979 bis 1989 war er Herausgeber der von Hans Freudenthal gegründeten Zeitschrift Educational Studies in Mathematics. 1980 gründete er die Buchreihe Mathematics Education Library bei Kluwer (jetzt Springer). Er war Hauptherausgeber des International Handbook of Mathematics Education (1996) und des Third International Handbook of Mathematics Education (2013).
Er hatte die britische und australische Staatsbürgerschaft.

## Schriften
- Mathematical Enculturation: A Cultural Perspective on Mathematics Education, Kluwer 1988